# Fieseler F 1 Tigerschwalbe
Die Fieseler F 1 „Tigerschwalbe“ ist ein Sport- und Kunstflugzeug, das als Raab-Katzenstein RK 26 bei der Raab-Katzenstein-Flugzeugwerke GmbH als Auftragsentwicklung für Gerhard Fieseler entwickelt wurde und später im Fieseler Segelflugzeugbau modifiziert wurde. In Schweden entstand bei ASJA ein Lizenzbau unter der Bezeichnung ASJA Sk 10.

## Entwicklung

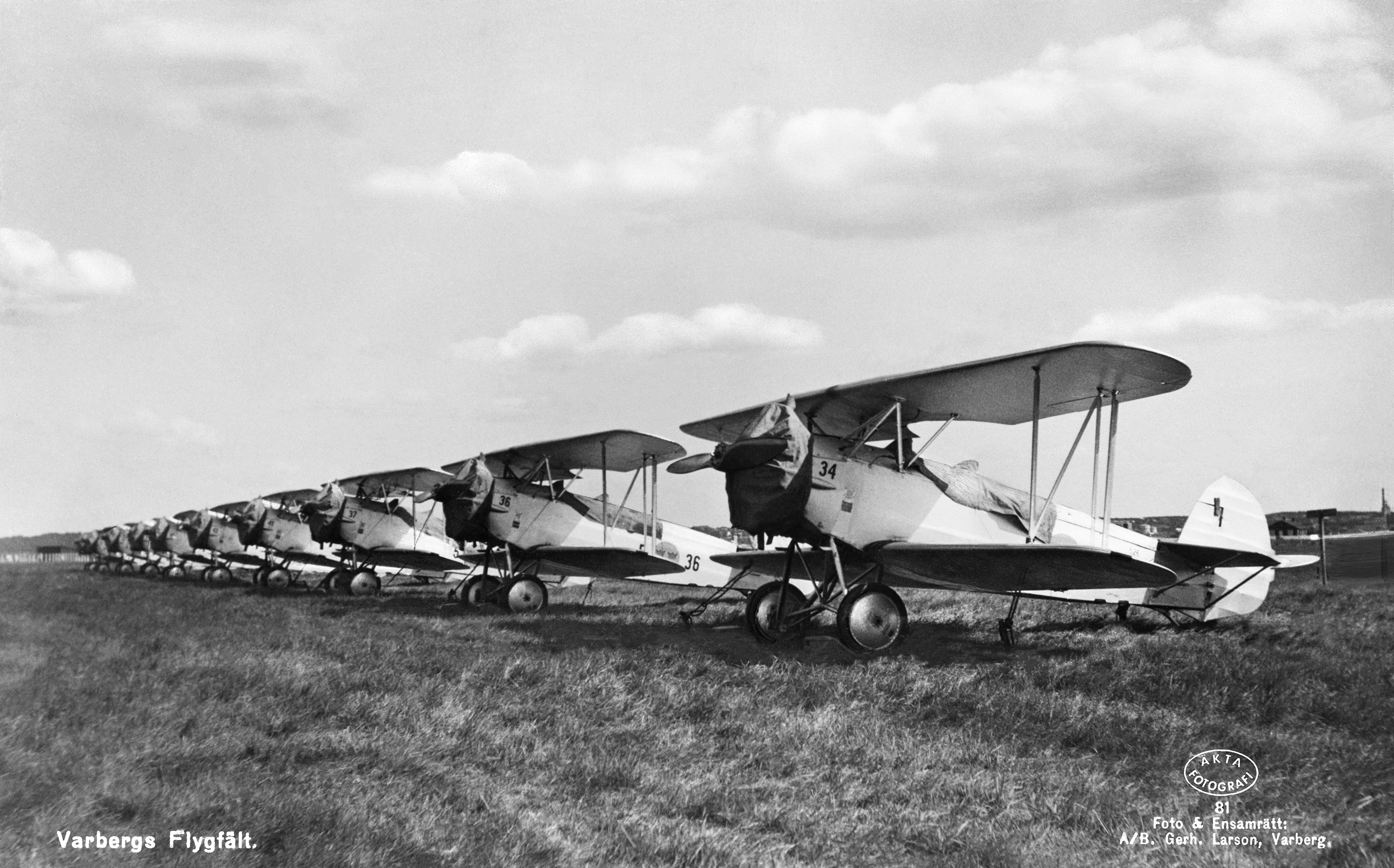
Von ASJA in Linköping als SK 10 für die schwedischen Luftstreitkräfte gebaute RK 26 „Tigerschwalben“ auf dem Flugplatz Varberg

Nachdem Gerhard Fieseler 1927 die Raab-Katzenstein-Werke verlassen und seine Kapitalbeteiligung am Unternehmen reduziert hatte, blieben nicht unerhebliche finanzielle Forderungen Fieselers gegenüber dem Unternehmen offen. Um eine endgültige Trennung herbeizuführen, einigten sich Fieseler und Raab auf die Entwicklung und den Bau eines Kunstflugzeugs bei Raab-Katzenstein nach den Vorgaben Fieselers, das nach Fertigstellung in den Besitz Fieselers zur Abgeltung seiner offenen Forderungen übergehen sollte.

### Raab-Katzenstein RK 26
Die Entwicklung bei Raab-Katzenstein unter der Typenbezeichnung Raab-Katzenstein RK 26 Tigerschwalbe begann im Herbst 1928. Fieseler formulierte anhand seiner Erfahrungen im Kunstflug die notwendigen Kunstflugeigenschaften für den Entwurf, die Paul Hall und Richard Bauer in einem modifizierten RaKa-Kl.1-Entwurf einarbeiteten. Im Wesentlichen entsprach der RK-26-Entwurf einer strukturell verstärkten RaKa Kl.1 mit größerer Tragfläche und einer mehr als doppelt so starken Motorisierung mit einem 220-PS-Motor Armstrong Siddeley Lynx. Infolge des Leistungsüberschusses verfügte die RK 26 über die dreifache Steigleistung der Kl.1 und konnte eine Gipfelhöhe von 7500 m erreichen.
Der Erstflug des Prototyps mit der Werknummer WNr. 91 fand Anfang April 1929 in Waldau durch Kurt Katzenstein statt. Bei einem Erprobungsflug durch Gerhard Fieseler und Richard Bauer kam es am 6. April 1929 zu einer Bruchlandung, bei der die Maschine weitgehend zerstört wurde. Mit WNr. 103 entstand bis Ende Mai ein zweiter Prototyp, der am 25. Mai 1929 von Antonius Raab erstmals geflogen und im Juni 1929 als D-1616 auf Gerhard Fieseler zugelassen wurde. Danach entstanden bei Raab-Katzenstein mit WNr. 104 und WNr. 105 noch zwei weitere RK 26 als Werksmaschinen der Raab-Katzenstein-Werke. Zwar wurde die Aufnahme einer Serienfertigung der RK 26 bei Raab-Katzenstein erwogen, allerdings fehlten dem in wirtschaftlichen Problemen befindlichen Unternehmen hierzu Ende 1929 bereits die Mittel. Ein Flugzeug ging an die Österreichischen Luftstreitkräfte und wurde als RK 26a mit dem zivilen Kennzeichen OE-FAR und der auf dem Seitenruder angebrachten Dienstnummer 59 geflogen.
Antonius Raab entwickelte den RK-26-Entwurf in den 30er Jahren in Riga bei der Raab Flugzeugbau Gesellschaft mit der Raab Tigerschwalbe II-V weiter.

### Schwedischer Lizenzbau ASJA Sk 10
Antonius Raab bemühte sich bereits 1929 um den Verkauf von Nachbaurechten der RK 26 an andere Unternehmen. In Schweden war die schwedische Luftwaffe an der RK 26 als Ausbildungsflugzeug für die Fortgeschrittenenschulung interessiert. Nachdem Anatole Gobiet und die Stadt Krefeld nach der Insolvenz der Rheinischen Luftfahrt-Industrie GmbH (RLI) im Dezember 1930 die Rechte an den Konstruktionen des Unternehmens eingeklagt hatten, führte Gobiet die Verhandlungen mit dem schwedischen Luftfahrthersteller AB Svenska Järnvägsverkstädernas Aeroplanavdelning (ASJA) weiter. Die RLI-Werksmaschine, WNr. 104, wurde Anfang 1931 zu Testzwecken an ASJA verkauft und in Schweden als SE-ACO bzw. SE-ADK zugelassen. Im Februar 1932 erteilte die schwedische Luftwaffe an ASJA den Auftrag zur Überarbeitung des RK-26-Entwurfs entsprechend der Richtlinien der schwedischen Luftwaffe für Ausbildungsflugzeuge der Klasse II sowie für den Bau von zwei Prototypen. Hierzu erwarb ASJA von Gobiet die Entwicklungs- und Nachbaurechte der RK 26 für Skandinavien und das Baltikum. Unter der Bezeichnung ASJA Sk 10 entstand bei ASJA ein überarbeiteter Entwurf der RK 26 mit einem 260-PS-Motor Walter Castor und verstärktem Leitwerk, Tragflügel und Leitwerk. Außerdem wurde eine Doppelsteuerung vorgesehen.
Die beiden Prototypen standen im Sommer 1932 im ASJA-Werk in Linköping zum Erstflug bereit. Bereits am 27. September 1932 erfolgte die Auslieferung der ersten Sk 10 an die schwedische Luftwaffe. Im Oktober 1932 erfolgte die Bestellung von 23 weiteren ASJA Sk 10. Sie wurden bis Mai 1934 ausgeliefert und blieben in Schweden bis in die 40er Jahre bei der Luftwaffe im Einsatz.

### Fieseler F 1 Tigerschwalbe
Gerhard Fieseler übernahm 1930 den Kegel Flugzeugbau Kassel, aus dem 1931 der Fieseler Flugzeugbau Kassel entstand. Im Vorfeld der Kunstflugmeisterschaft 1930 rüstete Gerhard Fieseler in diesem Betrieb seine RK 26 (D-1616) im Frühjahr 1930 auf den stärkeren 260-PS-Walter-Castor-Motor um. Seit 1931 verwendete Fieseler für seine modifizierte RK 26 mit Castor-Motor die Bezeichnung Fieseler F 1 Tigerschwalbe. Ein Serien- oder Neubau einer RK 26/F1 fand bei Fieseler nicht statt.
Auf Basis der Fieseler F 1 Tigerschwalbe entstand im Fieseler Flugzeugbau 1931 die erste eigene Flugzeugentwicklung F 2 Tiger, die Fieseler mit seinen Konstrukteuren Arnold und Schüttkowski aus der F 1 ableitete. Die F 2 Tiger war die einzige Doppeldecker-Entwicklung von Gerhard Fieseler. Sie blieb ein Einzelstück.
Fieseler flog die Raab-Katzenstein RK 26 / Fieseler F 1 (D-1616) noch bis 1932 und ersetzte diese durch die dann fertiggestellte Fieseler F 2. Liesel Bach übernahm die D-1616 im Juli 1935 und flog sie bis zum Ausbruch des Zweiten Weltkriegs.

## Nutzung und Erfolge
Die RK 26 (D-1616) von Gerhard Fieseler und die RK 26 (D-1655) des Aero Express in Leipzig kamen ab 1929 umfangreich bei Kunstflugwettbewerben und anderen Luftfahrtveranstaltungen in Deutschland zum Einsatz. Ihre Erfolge wurde in fast allen deutschen Tageszeitungen dokumentiert:
- 16. Juni 1929, Großflugtag in Bonn-Hangelar, erste öffentliche Präsentation der D-1616 von Fieseler[7]
- 23. Juni 1929, Großflug in Tempelhof mit Fieseler auf D-1616
- 30. Juni 1929, Deutsche Kunstflugmeisterschaft beim Rheinischen Flugturnier in Essen-Mülheim, Fieseler wird auf D-1616 deutscher Kunstflugmeister[8]
- 19. März 1930, Weltrekord Fallschirmsprung Höhe in Waldau mit Fieseler und Resch auf D-1616 aus 5166 Meter[9]
- 6. Juli 1930, Deutsche Kunstflugmeisterschaft in Wiesbaden, Fieseler wird auf D-1616 erneut deutscher Kunstflugmeister[10]
- 2. Mai 1931, Flugunfall in Waldau infolge Motorausfall bei Trainingsflügen mit D-1616[11]
- 17. Mai 1931, Kunstflugwettbewerb der Stadt Leipzig, Gullmann auf D-1655 belegt 3. Platz[12]
- 6. September 1931, Deutsche Kunstflugmeisterschaft in Tempelhof, Fieseler wird mit D-1616 ausgeschlossen
- 5. Juni 1932, Flugunfall beim Olympia-Werbefest in Berlin, Kunstflieger Hans Krause starb bei Notlandung nach Motorausfall mit D-1655[13]
- 24. Juli 1932, Kunstflug-Europaturnier in Zürich mit Gullmann auf D-1655[14]
- 22. August 1933, DLV übernimmt D-1655, erste Schauflüge in Dresden durch Rothe[15]
- 8. Oktober 1933, Europaflugmeisterschaft in Paris, Fieseler auf D-1616
- 11. März 1934, Flugzeugtaufe D-1655 beim DLV in Dresden „Martin Mutschmann“[16]
- 12. Mai 1935, Kunstflugmeisterschaft in Stuttgart, Liesel Bach auf D-1616 / D-EVUK belegt Platz 3[17]
- 11. August 1935, Aachener Flugtag in Merzbrück, Liesel Bach auf D-1616[18]
- 18. August 1935, Großflugtag in Hangelar, Liesel Bach auf D-1616[19]
- 22. September 1935, Westfälisches Flugturnier, Liesel Bach Sieger mit D-1616[20]
- 29. Juli 1936, Internationaler Kunstflugwettbewerb in Rangsdorf, Liesel Bach wird auf D-1616 Sieger der Damen[21]

Die D-1655 ging 1933 an den DLV. Sie wurde 1936 abgestellt.
Die D-1616 verkaufte Fieseler 1935 an Liesel Bach, die das Flugzeug bis 1938 flog und dann an den NSFK abgab.
Die dritte nach Schweden exportierte RK 26, ex D-1818, wurde nach Abschluss der Erprobung durch die schwedische Luftwaffe 1934 von ASJA an schwedische Sportflieger verkauft. Sie war 1940 kurzzeitig im finnischen Winterkrieg gegen die Sowjetunion und ging im März 1943 in Bromma durch einen Unfall verloren. Sie war neben einigen wenigen in Schweden gebauten Sk 10 die letzte noch im Einsatz befindliche RK 26 aus Kasseler Produktion.

## Konstruktion
Die RaKa RK 26 war ein freitragender Doppeldecker mit hoher Strukturfestigkeit und starker Motorisierung durch einen 220 PS leistenden Armstrong-Siddeley-Lynx-Motor, der mehr als doppelt so stark war, wie der Siemens-Sh-12-Motor der Kl.1. Das Flugzeug wurde in Gemischtbauweise ausgeführt, der Rumpf wurde weitgehend von der Kl.1 übernommen und bestand aus einer geschweißten Stahlrohrkonstruktion mit Stoffbespannung. Die Tragfläche in Holzbauweise mit Stoffbespannung wurde gegenüber der Kl.1 in der Flügeltiefe um 20 % vergrößert. In dem Flugzeug waren zwei offene Sitze hintereinander angeordnet, wobei der Pilot die Maschine vom hinteren Sitz flog. Das Kraftstoffsystem bestand aus drei Tanks mit 130 Litern in den Tragflächen für den Reiseflug und einem 80-Liter-Tank im Rumpf, der für Kunstflüge aktiviert wurde.

## Technische Daten
| Kenngröße             | RaKa RK 26                                           | ASJA Sk 10                                |
| --------------------- | ---------------------------------------------------- | ----------------------------------------- |
| Besatzung             | 1                                                    | 1                                         |
| Passagiere            | 1                                                    | 1                                         |
| Länge                 | 6,20 m                                               | 6,55 m                                    |
| Spannweite            | 8,40 m                                               | 8,40 m                                    |
| Höhe                  | 2,18 m                                               | 2,66 m                                    |
| Flügelfläche          | 20,22 m²                                             | 20,20 m²                                  |
| Leermasse             | 570 kg                                               | 782 kg                                    |
| Startmasse            | 855 kg                                               | 1136 kg                                   |
| Reisegeschwindigkeit  | 185 km/h                                             | 175 km/h                                  |
| Höchstgeschwindigkeit | 200 km/h                                             | 205 km/h                                  |
| Reichweite            | 600 km                                               | 550 km                                    |
| Triebwerk             | ein Armstrong Siddeley Lynx, 220 PS (ca. 160 kW) (1) | ein Walter Castor IA, 260 PS (ca. 190 kW) |

## Erhaltene Exemplare

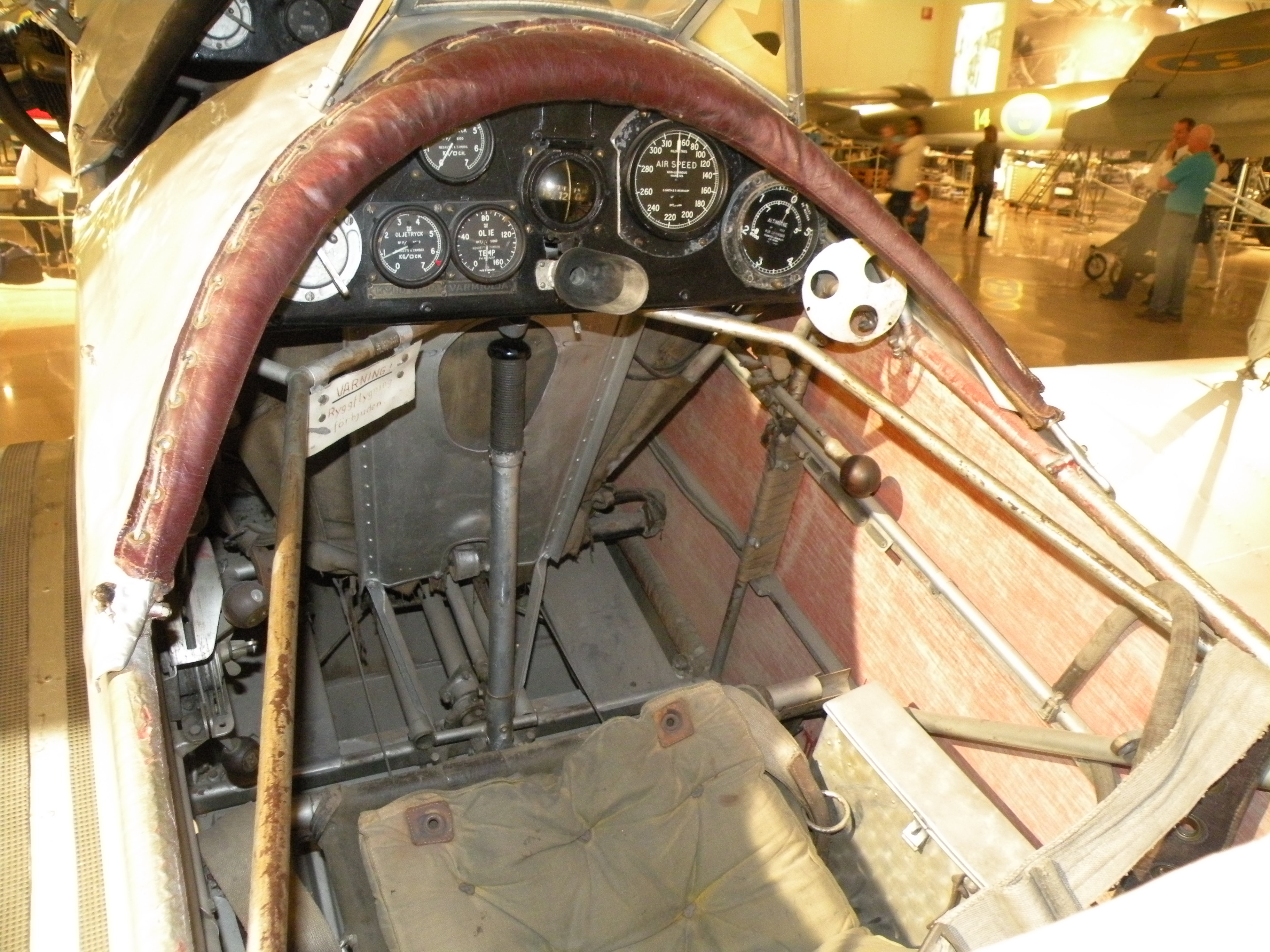
Hinterer Pilotensitz der letzten erhaltenen SK 10, ausgestellt im Flygvapenmuseum

Die einzige noch existierende RK 26, eine schwedische SK 10, ist im schwedischen Luftwaffenmuseum in Linköping ausgestellt. Hierbei handelt es sich um die bei ASJA gebaute WNr. 20, die im Januar 1934 bei der schwedischen Luftwaffe in Dienst gestellt wurde. Sie wird als „101“ der Luftflottille F1 in Hässlö ausgestellt, bei der sie seit 1942 im Einsatz war. Sie blieb nach ihrer Außerdienststellung 1944 als Ausbildungsflugzeug für den technischen Betrieb der schwedischen Luftwaffe erhalten und kam als letzte erhaltene Sk 10 in den 1950er Jahren ins schwedische Luftwaffenmuseum nach Malmstätt.